# Menexenus (Phasmatodea)
Menexenus is een geslacht van Phasmatodea (wandelende takken) uit de familie Phasmatidae. De wetenschappelijke naam van dit geslacht is voor het eerst geldig gepubliceerd in 1875 door Carl Stål.

## Soorten
Het geslacht Menexenus omvat de volgende soorten:
- Menexenus adveniens Brunner von Wattenwyl, 1907
- Menexenus batesii (Kirby, 1896)
- Menexenus fruhstorferi Brunner von Wattenwyl, 1907
- Menexenus lacertinus (Westwood, 1848)
- Menexenus nudiusculus Hausleithner, 1992
- Menexenus obtuselobatus Brunner von Wattenwyl, 1907
- Menexenus obtusespinosus Sinéty, 1901
- Menexenus perdentatus Brunner von Wattenwyl, 1907
- Menexenus quadrilobatus Brunner von Wattenwyl, 1907
- Menexenus rotunginus Giglio-Tos, 1914
- Menexenus semiarmatus (Westwood, 1848)
- Menexenus tenmalainus Günther, 1938